# جوليو سيزار فيرنانديز
جوليو سيزار فيرنانديز (9 نوفمبر 1996 - ) هو لاعب كرة قدم برازيلي في مركز الوسط. لعب مع نادي ماريهامن.

## وصلات خارجية
- جوليو سيزار فيرنانديز على موقع اتحاد السويد (السويدية)
- جوليو سيزار فيرنانديز على موقع قاعدة بيانات كرة القدم.إي يو (الإنجليزية)
- جوليو سيزار فيرنانديز على موقع Soccerway.com (الإنجليزية)